# El Hincha Enmascarado
El Hincha Enmascarado va ser una revista d'humor dedicada al futbol. Va ser publicada per l'editorial Garbo, el primer número data del 27 de gener de 1975 i tingué una curta vida.
Va ser fundada pels humoristes Ramon Tosas (Ivà) i Esparbé, provinents de la revista Barrabás, amb qui pretenien competir. Duia per subtítol revista deportiva, justiciera y vengadora. Com a director figurava Ángel Cuevas Matos, si bé s'esmentava a Ivà com a realitzador. Entre altres dibuixants, hi col·laboraren Joan Rafart i Roldan, Tom, Fandiño i Ortuño.